# 온양동
온양동(溫陽洞)은 충청남도 아산시의 행정동이다. 온양은 아산시의 시청이 소재하는 중심지이며, 온양온천으로 유명하다. 1995년 1월 온양시와 아산군과 통합하면서, 행정동 온양1~6동이 설치되었다.
 현재는 시청 소재지인 온천동이 중심이지만, 과거에는 읍내동이 온양의 중심지였기 때문에 관습적으로 읍내동 일대만을 온양으로 부르기도 한다.

## 역사
- 1986년 1월 1일 아산군 온양읍을 온양시로 분리, 승격하였다.[2]
- 1995년 1월 1일 아산군과 온양시 통합하여, 아산시로 개편하였다.[3]
- 2003년 9월 1일 아산시의 행정동 명칭을 다음과 같이 바꾸었다.

| 구 행정구역(행정동) | 신 행정구역(행정동) |
| 온양온천1동         | 온양1동             |
| 온양온천2동         | 온양2동             |
| 권곡동              | 온양3동             |
| 신정동              | 온양4동             |
| 용화동              | 온양5동             |
| 온주동              | 온양6동             |
- 2021년 1월 1일: 어의정로 이북에 위치한 법정동 용화동(행정동 온양5동) 북동부(1·2·4·5·18통)를 법정동 온천동(행정동 온양2동)으로 편입하고 18·19·20·21·22통으로 변경하고, 일부가 실옥동(온양4동)에 속하는 온양고등학교와 아산온천지구를 온천동(온양1동)으로 편입하여 행정구역을 일원화했다.

## 법정동
- 온양1동 - 온천동 일부 (온천1동)
- 온양2동 - 온천동 일부 (온천2동)
- 온양3동 - 권곡동, 모종동, 신동 각 일원
- 온양4동 - 실옥동, 배미동, 방축동, 득산동, 점양동 각 일원
- 온양5동 - 용화동, 신인동, 초사동, 기산동 각 일원
- 온양6동 - 읍내동, 좌부동, 장존동, 법곡동, 풍기동, 남동 각 일원

## 주요 시설
- 아산시민생활관
- 아산실내수영장
- 아산실내체육관
- 아산시근로자종합복지관
- 아산시노인종합복지회관
- 아산시립남산도서관
- 아산시립어린이도서관
- 이순신종합운동장

## 교육 기관
- 아산고등학교
- 온양고등학교
- 온양여자고등학교
- 온양용화고등학교
- 온양한올고등학교
- 아산중학교
- 온양신정중학교
- 온양여자중학교
- 온양용화중학교
- 온양중학교
- 온양한올중학교

## 아파트
| 단지명                | 건설사                      | 시행사           | 주소             | 주소   | 입주        | 비고     |
| --------------------- | --------------------------- | ---------------- | ---------------- | ------ | ----------- | -------- |
| 용화주공 3단지        | 대산건설㈜ ㈜남동토건       | 대한주택공사     |                  | 용화동 | 1997년 3월  |          |
| 권곡주공              | 연일종합건설㈜ 국제종합토건 | 대한주택공사     |                  | 권곡동 | 2003년 9월  |          |
| 모종주공              | 동산건설㈜                  | 대한주택공사     |                  | 모종동 | 2006년 6월  | 국민임대 |
| 장존청솔              | ㈜삼두도시개발              | 한국토지신탁     |                  | 장존동 | 2004년 8월  |          |
| 권곡청솔              | 광토건설㈜                  | 한국토지신탁     |                  | 권곡동 | 2002년 7월  |          |
| 아산 코아루 더 파크   | ㈜신영건설                  | 한국토지신탁     |                  | 법곡동 | 2016년 3월  |          |
| 풍기 동일하이빌       | 동일토건㈜                  | 한국토지신탁     |                  | 풍기동 | 2008년 1월  |          |
| 풍기 이지더원         | 라인산업㈜                  | 이지아산산업㈜   |                  | 풍기동 | 2017년 9월  |          |
| 풍기 아이파크         | 현대산업개발                | 현대산업개발     |                  | 풍기동 | 2008년 1월  |          |
| 용화 아이파크         | 현대산업개발                | 현대산업개발     | 용화고길 46      | 용화동 | 2014년 7월  |          |
| 용화 신도브래뉴       | ㈜신도종합건설              | 킴앤코㈜         |                  | 용화동 | 2009년 10월 |          |
| 남산현대              | 현대건설                    | 현대건설         | 문화로 26-4      | 방축동 | 1998년 11월 |          |
| 득산부영              | 동광주택산업㈜              | ㈜부영           | 온천대로 1105-17 | 득산동 | 1998년 5월  |          |
| 아산 푸르지오         | 대우건설                    | 원정건설㈜       | 배방로105번길 31 | 실옥동 | 2006년 5월  |          |
| 모종 푸르지오         | 대우건설                    | 동안에스앤에스㈜ | 문화로 353       | 모종동 | 2008년 7월  |          |
| 모종 한성필하우스 1차 | 한성종합건설㈜              | 한성종합건설㈜   | 모종로 21        | 모종동 | 2005년 12월 |          |
| 모종 e-편한세상       | 대림산업                    | 나우누리㈜       | 문화로 355       | 모종동 | 2006년 8월  |          |
| 모종 한라동백         | 한라건설㈜                  | 한라건설㈜       | 삼동로 34        | 모종동 | 1998년 11월 |          |

## 교통
- 온양온천역

## 같이 보기
- 아산시